# Unitat imaginària

i en el pla complex o pla cartesià. Els nombres reals estan representats per l'eix horitzontal, i els nombres imaginaris purs estan representats per l'eix vertical.

La unitat imaginària o nombre imaginari unitari, denotat per i, és una solució de l'equació quadràtica x² + 1 = 0. Tot i que no hi ha cap nombre real amb aquesta propietat, i és un concepte matemàtic que estén el sistema dels nombres reals ℝ al sistema dels nombres complexos ℂ. Al seu torn, això fa que qualsevol polinomi P(x) tingui, almenys, una arrel (vegeu Clausura algebraica i Teorema fonamental de l'àlgebra). La propietat característica de la unitat imaginària és que i² = −1. Hom empra el terme imaginari perquè no hi ha cap nombre real que, elevant-lo al quadrat, se n'obtingui un nombre negatiu.
De fet, hi ha dues arrels quadrades complexes de −1 (una és i; l'altra és −i), de la mateixa manera que qualsevol nombre real té dues arrels quadrades complexes, llevat del zero, que té una arrel quadrada doble.
En alguns contextos on l'ús del símbol i pot ser ambigu o problemàtic, de vegades es fan servir les notacions alternatives j o la lletra grega ι. En els àmbits de l'enginyeria elèctrica o l'enginyeria de sistemes de control, s'acostuma a denotar la unitat imaginària per j en comptes de i, ja que i acostuma a representar el corrent elèctric.
Per saber més sobre la història de la unitat imaginària, visiteu Nombre complex#Història.

## Definició
| Les successives potències enteres de i formen una seqüència cíclica: |
| -------------------------------------------------------------------- |
| ... (es repeteix el patró destacat en blau)                          |
| i−3 = i                                                              |
| i−2 = −1                                                             |
| i−1 = −i                                                             |
| i0 = 1                                                               |
| i¹ = i                                                               |
| i² = −1                                                              |
| i3 = −i                                                              |
| i4 = 1                                                               |
| i⁵ = i                                                               |
| i⁶ = −1                                                              |
| ... (es repeteix el patró destacat en blau)                          |

El nombre imaginari i es defineix pel fet que el seu quadrat és igual a −1:
{\displaystyle i^{2}=-1\ .}
Amb aquesta definició de i, se segueix immediatament que tant i com −i són arrels quadrades de −1.
Encara que la construcció del nombre s'anomeni "imaginària", i encara que el concepte de nombre imaginari pugui ser més difícil de copsar intuïtivament (en comparació al concepte de nombre real), la construcció és perfectament vàlida des del punt de vista matemàtic. Es poden estendre les operacions amb nombres reals als nombres imaginaris i als complexos, només tractant i com una quantitat desconeguda quan es manipula una expressió, i emprant la definició per substituir i² per −1. Les potències enteres de i es poden substituir per −i, 1, i, o −1:
{\displaystyle i^{3}=i^{2}i=(-1)i=-i\,}
{\displaystyle i^{4}=i^{3}i=(-i)i=-(i^{2})=-(-1)=1\,}
{\displaystyle i^{5}=i^{4}i=(1)i=i\,}
De la mateixa manera tenim, com amb qualsevol nombre real diferent de zero:
{\displaystyle i^{0}=i^{1-1}=i^{1}i^{-1}=i^{1}{\frac {1}{i}}=i{\frac {1}{i}}={\frac {i}{i}}=1\,}
Vist com un nombre complex, i és igual a 0 + i, és a dir, té component real igual a 0 i component imaginària igual a 1. En coordenades polars, i és (1; π/₂), on el valor absolut (o magnitud) és 1 i l'argument (o angle) és π/₂. En el pla complex (també conegut com a pla cartesià), i és el punt situat sobre l'eix imaginari a una distància d'una unitat de l'origen.

## Elecció deii de−i
Com que x²+1 és un polinomi quadràtic sense arrels múltiples, l'equació de la definició x² = −1 té dues solucions diferents, ambdues vàlides, amb la particularitat que una és la inversa additiva i multiplicativa de l'altra. Més precisament, una vegada hem fixat una solució i de l'equació, el valor −i, que és diferent de i, també n'és una solució. Com que l'equació és l'única definició de i, sembla que la definició sigui ambigua (més precisament, que no estigui ben definida). Tot i això, no hi ha cap ambigüitat si etiquetem una solució qualsevol com "i", i l'altra com −i. Això és així perquè, encara que −i i i no són quantitativament equivalents (una és l'oposada de l'altra), no hi ha cap diferència algebraica entre i i −i: tots dos nombres imaginaris compleixen que tenen quadrat igual a −1. Si es reescrivissin totes les publicacions matemàtiques sobre nombres imaginaris o complexos substituint +i per −i (i, per tant, −i per −(−i) = +i), aleshores tots els teoremes i fórmules continuarien essent vàlids. La distinció entre les dues arrels x de x² + 1 = 0 on una d'elles té signe negatiu és merament una herència notacional; no es pot dir que cap de les solucions sigui més primària o fonamental que l'altra, i cap és "positiva" o "negativa".
La qüestió és força subtil. L'explicació més precisa és que, encara que els cos dels complexos, definit com ℝ[x]/(x² + 1), (vegeu nombre complex) és únic llevat d'isomorfisme, no és únic llevat d'un únic isomorfisme; hi ha exactament 2 automorfismes de cossos a ℝ[x]/(x² + 1) que mantenen invariant el conjunt dels nombres reals: la identitat, i l'automorfisme que envia x a −x. Vegeu també Conjugat i Grup de Galois.
Existeix un problema similar si interpretem els nombres complexos com a matrius reals 2 × 2 (vegeu representació matricial dels nombres complexos), perquè llavors tant
{\displaystyle X={\begin{pmatrix}0&-1\\1&\;\;0\end{pmatrix}}}    com    {\displaystyle X={\begin{pmatrix}\;\;0&1\\-1&0\end{pmatrix}}}
són solucions de l'equació matricial
{\displaystyle X^{2}=-I=-{\begin{pmatrix}1&0\\0&1\end{pmatrix}}={\begin{pmatrix}-1&\;\;0\\\;\;0&-1\end{pmatrix}}.\ }
En aquest cas, l'ambigüitat sorgeix de l'elecció de quin "sentit" al voltant de la circumferència unitat es considera com a rotació "positiva". Una explicació més precisa és que el grup d'automorfismes del grup ortogonal especial SO(2, ℝ) té exactament 2 elements: la identitat, i l'automorfisme que intercanvia les rotacions horària i antihorària.
Totes aquestes ambigüitats es poden evitar si s'adopta una definició de nombre complex més rigorosa, tot escollint una de les solucions a l'equació com a unitat imaginària. Per exemple, el parell ordenat (0, 1), en la construcció usual dels nombres complexos com a vectors bidimensionals.

## Ús correcte
De vegades s'escriu la unitat imaginària com √−1. Però cal tenir cura quan es manipulen expressions que contenen radicals. Aquesta notació està reservada o bé per la funció arrel quadrada principal, que només està definida per x ≥ 0 real, o bé per la branca principal de la funció arrel quadrada complexa. Si intentem aplicar les propietats de la funció arrel quadrada principal (real) per tal de manipular la branca principal de la funció arrel quadrada complexa, podem obtenir resultats falsos:
{\displaystyle -1=i\cdot i={\sqrt {-1}}\cdot {\sqrt {-1}}={\sqrt {(-1)\cdot (-1)}}={\sqrt {1}}=1}    (incorrecte).
Si intentem corregir el càlcul tot fent explícites les parts positiva i negativa, llavors tenim resultats ambigus:
{\displaystyle -1=i\cdot i=\pm {\sqrt {-1}}\cdot \pm {\sqrt {-1}}=\pm {\sqrt {(-1)\cdot (-1)}}=\pm {\sqrt {1}}=\pm 1}   (ambigu).
De la mateixa manera:
{\displaystyle {\frac {1}{i}}={\frac {\sqrt {1}}{\sqrt {-1}}}={\sqrt {\frac {1}{-1}}}={\sqrt {\frac {-1}{1}}}={\sqrt {-1}}=i}    (incorrecte).
Les propietats
{\displaystyle {\sqrt {a}}\cdot {\sqrt {b}}={\sqrt {a\cdot b}}}
i
{\displaystyle {\frac {\sqrt {a}}{\sqrt {b}}}={\sqrt {\frac {a}{b}}}}
només són vàlides per valors reals i no negatius de a i b.
Podem evitar aquests problemes si escrivim i manipulem i√7, en comptes d'expressions com √−7.

## Propietats

### Arrels quadrades

Les dues arrels quadrades de i al pla complex

L'arrel quadrada de i es pot expressar com algun d'aquests dos nombres complexos
{\displaystyle {\sqrt {i}}=\pm \left({\frac {\sqrt {2}}{2}}+{\frac {\sqrt {2}}{2}}i\right)=\pm {\frac {\sqrt {2}}{2}}(1+i).}
En efecte, si elevem al quadrat el segon terme, obtenim
{\displaystyle {\begin{aligned}\left(\pm {\frac {\sqrt {2}}{2}}(1+i)\right)^{2}\ &=\left(\pm {\frac {\sqrt {2}}{2}}\right)^{2}(1+i)^{2}\ \\&={\frac {1}{2}}(1+2i+i^{2})\\&={\frac {1}{2}}(1+2i-1)\ \\&=i.\ \\\end{aligned}}}
Aquest resultat també es pot obtenir mitjançant la fórmula d'Euler
{\displaystyle e^{ix}=\cos(x)+i\sin(x)\,}
substituint x = π/2, i obtenim
{\displaystyle e^{i(\pi /2)}=\cos(\pi /2)+i\sin(\pi /2)=0+i1=i\,\!.}
Prenent l'arrel quadrada a ambdós costats de la igualtat tenim
{\displaystyle {\sqrt {i}}=\pm e^{i(\pi /4)}\,\!,}
i, si ara apliquem la fórmula d'Euler a x = π/4, tenim
{\displaystyle {\begin{aligned}{\sqrt {i}}&=\pm (\cos(\pi /4)+i\sin(\pi /4))\\&={\frac {1}{\pm {\sqrt {2}}}}+{\frac {i}{\pm {\sqrt {2}}}}\\&={\frac {1+i}{\pm {\sqrt {2}}}}\\&=\pm {\frac {\sqrt {2}}{2}}(1+i).\\\end{aligned}}}
De la mateixa manera, l'arrel quadrada de −i es pot expressar com un d'aquests dos nombres complexos, usant la fórmula d'Euler
{\displaystyle e^{ix}=\cos(x)+i\sin(x)\,}
substituint x = 3π/2, obtenint
{\displaystyle e^{i(3\pi /2)}=\cos(3\pi /2)+i\sin(3\pi /2)=0-i1=-i\,\!.}
Prenent l'arrel quadrada a ambdós costats de la igualtat, tenim:
{\displaystyle {\sqrt {-i}}=\pm e^{i(3\pi /4)}\,\!,}
que, després d'aplicar la fórmula d'Euler a x = 3π/4, esdevé
{\displaystyle {\begin{aligned}{\sqrt {-i}}&=\pm (\cos(3\pi /4)+i\sin(3\pi /4))\\&=-{\frac {1}{\pm {\sqrt {2}}}}+i{\frac {1}{\pm {\sqrt {2}}}}\\&={\frac {-1+i}{\pm {\sqrt {2}}}}\\&=\pm {\frac {\sqrt {2}}{2}}(i-1).\\\end{aligned}}}
Multiplicant l'arrel quadrada de i per i també resulta en:
{\displaystyle {\begin{aligned}{\sqrt {-i}}&=(i)\cdot (\pm {\frac {1}{\sqrt {2}}}(1+i))\\&=\pm {\frac {1}{\sqrt {2}}}(1i+i^{2})\\&=\pm {\frac {\sqrt {2}}{2}}(i-1)\\\end{aligned}}}

### Multiplicació i divisió
La multiplicació d'un nombre complex per i dona:
{\displaystyle i\,(a+bi)=ai+bi^{2}=-b+ai.}
(això és equivalent a una rotació de 90° en sentit antihorari d'un vector al voltant de l'origen al pla complex.)
La divisió per i és equivalent a multiplicar pel recíproc de i:
{\displaystyle {\frac {1}{i}}={\frac {1}{i}}\cdot {\frac {i}{i}}={\frac {i}{i^{2}}}={\frac {i}{-1}}=-i.}
Emprant aquesta identitat, podem generalitzar la divisió per i a tots els nombres complexos:
{\displaystyle {\frac {a+bi}{i}}=-i\,(a+bi)=-ai-bi^{2}=b-ai.}
(això és equivalent a una rotació de 90° en sentit horari d'un vector al voltant de l'origen al pla complex.)

### Exponenciació
Les potències de i es repeteixen en un cicle que segueix aquest patró, on n és un enter qualsevol:
{\displaystyle i^{4n}=1\,}
{\displaystyle i^{4n+1}=i\,}
{\displaystyle i^{4n+2}=-1\,}
{\displaystyle i^{4n+3}=-i.\,}
Això implica que
{\displaystyle i^{n}=i^{n{\bmod {4}}}\,}
on mod representa l'operació mòdul. Equivalentment:
{\displaystyle i^{n}=\cos(n\pi /2)+i\sin(n\pi /2)}

#### ielevada a lai-sima potència
Emprant la fórmula d'Euler, ii és
{\displaystyle i^{i}=\left(e^{i(\pi /2+2k\pi )}\right)^{i}=e^{i^{2}(\pi /2+2k\pi )}=e^{-(\pi /2+2k\pi )}}
on {\displaystyle k\in \mathbb {Z} }, el conjunt dels enters.
El valor principal (per k = 0) és e−π/2 o aproximadament 0,207879576...

### Factorial
El factorial de la unitat imaginària i s'acostuma a expressar en terrmes de la funció gamma avaluada a 1 + i:
{\displaystyle i!=\Gamma (1+i)\approx 0{,}4980-0{,}1549i.}
També es compleix que
{\displaystyle |i!|={\sqrt {\pi  \over \sinh \pi }}}.

### Altres operacions
Moltes operacions matemàtiques que es poden realitzar amb nombres reals també es poden aplicar a i, com ara l'exponenciació, radicació, logaritmes i funcions trigonomètriques. Tot i això, cal tenir present que totes les funcions següents són funcions multivaluades complexes i, per tant, cal especificar clarament sobre quina branca de la superfície de Riemann està definida la funció a la pràctica. A continuació presentem alguns resultats per a la branca més comuna.
Un nombre elevat a la ni-sima potència és:
{\displaystyle \!\ x^{ni}=\cos(\ln x^{n})+i\sin(\ln x^{n}).}
L'arrel ni-sima d'un nombre és:
{\displaystyle \!\ {\sqrt[{ni}]{x}}=\cos(\ln {\sqrt[{n}]{x}})-i\sin(\ln {\sqrt[{n}]{x}}).}
El logaritme imaginari d'un nombre és:
{\displaystyle \log _{i}(x)={{2\ln x} \over i\pi }.}
Com en altres logaritmes complexos, la base del logaritme i no està definida de forma única.
El cosinus de i és un nombre real:
{\displaystyle \cos(i)=\cosh(1)={{e+1/e} \over 2}={{e^{2}+1} \over 2e}\approx 1{,}54308064...}
I el sinus de i és un nombre imaginari pur:
{\displaystyle \sin(i)=i\sinh(1)\,={{e-1/e} \over 2}\,i={{e^{2}-1} \over 2e}\,i\approx 1{,}17520119\,i...}

## Notacions alternatives
- En enginyeria elèctrica i altres especialitats associades, la unitat imaginària es denota habitualment per j, per tal de distingir-la del corrent elèctric com a funció del temps, que se sol denotar i(t) o simplement i. El llenguatge de programació Python també empra j per designar la part imaginària d'un nombre complex. MATLAB interpreta tant i com j com la unitat imaginària, tot i que hom prefereix 1i o 1j per optimitzar el rendiment.[3]
- Alguns textos usen la lletra grega iota (ι) per tal d'evitar confusions, sobretot en subíndexs.
- Tant i com j com k són unitats imaginàries en els quaternions. En l'àmbit dels bivectors i els biquaternions s'empra una unitat imaginària addicional h.

## Matrius
En l'àmbit de les matrius reals 2 × 2, diguem-ne m, si identifiquem el nombre (1) amb la matriu identitat, i (−1) amb l'oposada de la matriu identitat, llavors en general hi ha diverses solucions per a l'equació matricial m² = −1. De fet, també existeixen diverses solucions per a les equacions matricials m² = +1 i m² = 0. Hom pot prendre una tal solució m de forma que sigui un vector base, juntament amb el vector 1, per formar una àlgebra planar.